# Kovalentna modifikacija histona
Kovalentna modifikacija histona, odnosno modifikacija histonskih bjelančevina, jedno od triju glavnih epigenetskih obilježavanja odnosno mehanizama kako se inaktiviraju upisani geni. Sve tri modifikacije međusobno su povezane. Ostale dvije su alel-specifična metilacija DNK (metilacija CpG dinukleotida) i RNK interferencija.
Kovalentne modifikacije kemijski modificiraju DNK, bez promjena u slijedu nukleotida.
Uzrok su promjene kromatinske iz čega slijedi aktivacija gena (npr. acetilacija) ili utišavanje gena. Visoko specifični enzimi obavljaju modifikacije za pojedine aminokiselinske pozicije u histonima.